# Dělostřelecká baterie
Dělostřelecká baterie může být:
- Palebná baterie (dělostřelecká baterie v užším smyslu), tedy skupina dvou a více kanónů, minometů nebo houfnic, případně i raketometů pod jednotným velením, zpravidla zaměřených na tentýž cíl.
- Označení armádní jednotky začleněné do dělostřelectva a organizačně rovnocenné rotě u ostatních druhů zbraní, sloužící k obsluze dělostřelecké techniky palebné baterie, případně vykonávající jiné pomocné úkoly v rámci dělostřelectva – v tomto případě je označena přívlastkem vymezujícím její specializaci, např. muniční baterie, průzkumná baterie, spojovací baterie.